# Tetraclinis articulata

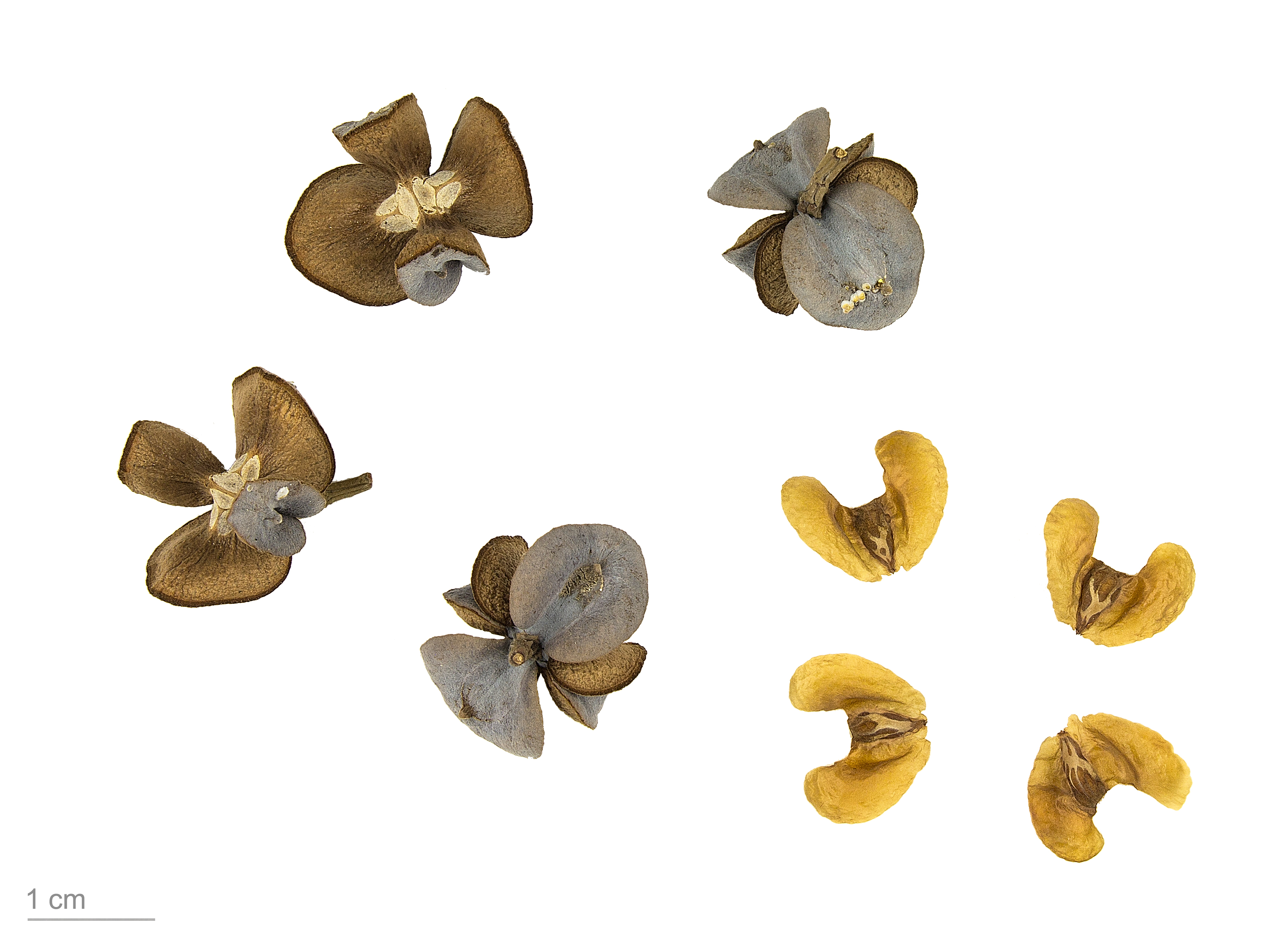
Tetraclinis articulata

Il ginepro articolato (Tetraclinis articulata (Vahl) Mast., 1892) è una conifera sempreverde della famiglia delle Cupressaceae, endemica della regione del Mediterraneo occidentale. È l'unica specie del genere Tetraclinis.

## Distribuzione
È diffusa nelle montagne del Marocco, dell'Algeria e della Tunisia, con due piccole popolazioni a Malta e vicino a Cartagena, nel sud-est della Spagna. Cresce a quota relativamente bassa in un clima mediterraneo subtropicale caldo e secco. I generi più affini sono Platycladus, Microbiota e Calocedrus e con quest'ultimo la somiglianza è maggiore.

## Descrizione
Il T. articulata è un piccolo albero a crescita lenta che generalmente arriva a misurare da 6 a 15 m, raramente 20 m di altezza e con il diametro del tronco da mezzo ad un metro, spesso con due o più derivazioni già alla base. Le foglie sono squamiformi, formate da numerose foglioline, mentre i frutti sono coni di 10–15 mm di lunghezza, verdi quando giovani, marroni a maturazione avvenuta dopo circa 8 mesi dall'impollinazione, e hanno quattro scaglie disposte frontalmente in due coppie. I semi hanno 5–7 mm di lunghezza e 2 mm di larghezza, con un'ala legnosa disposta su ogni lato. La pianta è una delle poche conifere cedue, adattamento necessario per sopravvivere agli incendi e ai flussi migratori degli animali.

## Usi
L'albero viene usato come pianta ornamentale e può essere potato come una siepe. Viene anche coltivato a bonsai.
Dal T. articulata si estrae la sandracca, una resina usata nella produzione di vernici e lacche, spesso miscelata alla gommalacca; è particolarmente apprezzata per preservare i dipinti.
Il legno, ricavato dai polloni alla base del tronco, è ricercato per il suo motivo caratteristico e viene impiegato come decorazione su oggettistica e strumenti musicali. Commercialmente lo si trova spesso sotto il nome di radica di thuya o arar, da non confondere con thuja, genere di piante diffuso solamente nel Nordamerica e nell'Estremo Oriente. Il mercato in Marocco non è sostenibile e ha determinato la deforestazione di massa della specie. I cedui delle piante possono morire anche a causa del bestiame che si nutre dei giovani germogli fintantoché la pianta non è cresciuta a sufficienza.

## Simbologia
È l'albero nazionale di Malta, dove è conosciuto come Għargħar (dall'arabo Araar) ed attualmente viene utilizzato a livello locale all'interno dei progetti di rimboschimento.